# 上郷村 (山形県飽海郡)
上郷村（かみごうむら）は山形県飽海郡にあった村。現在の酒田市南東部、最上川右岸にあたる。

## 地理
- 山：田代山
- 河川：最上川

## 歴史
- 1889年（明治22年）4月1日 - 町村制の施行により、山寺村、成興野村、地見興野村、大川渡村、臼ヶ沢村、大沼新田村、柏谷沢村の区域をもって発足[1]。
- 1894年（明治27年）10月22日 - 庄内地震により、村内3人死亡、38戸が全壊[2]。
- 1955年（昭和30年）1月1日 - 松嶺町・内郷村と合併して松山町が発足、同日上郷村廃止[3]。

## 村長
| 代 | 氏名           | 就任年月日                 | 退任年月日                 | 備考       |
| -- | -------------- | -------------------------- | -------------------------- | ---------- |
| 1  | 小華和業修     | 1889年（明治22年）7月18日  | 1893年（明治26年）7月18日  | 上郷村発足 |
| 2  | 今田三郎       | 1893年（明治26年）7月20日  | 1895年（明治28年）12月27日 |            |
| 2  | 今田三郎       | 1896年（明治29年）2月27日  | 1898年（明治31年）3月28日  |            |
| 3  | 日下部七右衛門 | 1898年（明治31年）5月7日   | 1906年（明治39年）5月9日   |            |
| 4  | 今田隆治       | 1906年（明治39年）11月21日 | 1914年（大正3年）6月6日    |            |
| 5  | 三浦廣太       | 1914年（大正3年）7月2日    | 1918年（大正7年）7月1日    |            |
| 6  | 白旗源士       | 1918年（大正7年）7月2日    | 1919年（大正8年）6月9日    |            |
| 7  | 今田三郎       | 1920年（大正9年）1月13日   | 1924年（大正13年）1月12日  | 再任       |
| 8  | 石塚綱吉       | 1924年（大正13年）2月28日  | 1928年（昭和3年）2月27日   |            |
| 9  | 佐々木藤之助   | 1928年（昭和3年）5月16日   | 1943年（昭和18年）4月1日   |            |
| 10 | 石塚貞輔       | 1943年（昭和18年）4月20日  | 1945年（昭和20年）4月30日  |            |
| 11 | 佐藤粂吉       | 1945年（昭和20年）8月16日  | 1946年（昭和21年）11月12日 |            |
| 12 | 樋渡壽         | 1947年（昭和22年）4月6日   | 1949年（昭和24年）5月9日   |            |
| 13 | 三浦粂蔵       | 1949年（昭和24年）6月29日  | 1953年（昭和28年）6月24日  |            |
| 14 | 高橋春男       | 1953年（昭和28年）6月25日  | 1954年（昭和29年）12月31日 | 上郷村廃止 |

## 地名
小字の出典は『山形県地名録』273-274頁による。

### 大字山寺
村の北端に位置する。
小字：山寺・上野原・欠之上（）・観音山・北沢掛・小出池尻・小出下川原・小出高谷地・小出蛇崩下・小出中川原・小出中島・小出釣網下・小出孫谷地・小出本田下・小出笹山・侍楯（）・珊美・十ノ木・清水出（）・宅地・楯ノ腰・長四郎山・中山・弁財・松ノ木・見初沢（）・山見川原

### 大字大沼新田
小字：大沼新田・下川原・沼通・葉萱場

### 大字臼ヶ沢
小字：臼ヶ沢（）・朝割・池田通・内畑・大割・上沢通・桑山・下黒島・堂ケ沢・仲割・西山・吉ケ沢

### 大字地見興野
小字：地見興野・内山・試田（）・沢田・下谷地・外山（）・名ケ沢・中島・沼田・前割・村東

### 大字大川渡
小字：大川渡・荒所割（）・金山・五反割・十八石・下谷地・八斗割

### 大字成興野
小字：蘭（）・石倉内・出口・海道内・上下台（）・興野・下台（）・須郷・砂原・堰内・上堰内・堰向・塚柳・寺沢・長割・成沢・八斗谷地・箕輪・村下

### 大字柏谷沢
村の南端に位置する。
小字：柏谷沢・内山・杉森・水上沢

## 人口
1950年国勢調査による。
- 世帯数：504戸
- 人口：3,172人
- 人口密度：119人/km2
- 男女比：女性100人に対し男性97.3人

## 産業
主な産業は農業である。1913年（大正2年）時点では、農業を営む家が415戸中236戸あった。主な作物は、米・大豆など。

## 教育
1953年時点
中学校は設置されていなかった。

### 小学校
- 学校数：2校
- 学級数：12組
- 児童数：422人

## 交通

### 鉄道路線
村内に駅は所在しなかったが、南端の最上川対岸に陸羽西線の清川駅が所在した。